# 南桑駅
南桑駅（なぐわえき）は、山口県岩国市美川町（みかわまち）南桑にある錦川鉄道錦川清流線の駅。

## 歴史
- 1960年（昭和35年）11月1日：日本国有鉄道（国鉄）岩日線の駅として開業[2]。気動車の旅客のみを取り扱う駅員無配置駅[4]。
- 1987年（昭和62年）
  - 4月1日：国鉄分割民営化により西日本旅客鉄道が承継[5]。
  - 7月25日：錦川鉄道に移管[5]。

## 駅構造
単式ホーム1面1線のみの地上駅（停留所）。ホームは錦町方に向かって左手（山側）に設置されている。
無人駅で駅舎は無く、ホーム上に屋根付きの待合所を備える。単式ホームの錦町方先端部に1ヶ所、出入口を備える。トイレ、売店（自動販売機含む）の類は備わっていない。

## 駅周辺
当駅のすぐ前を流れる錦川の対岸には、国道187号が通っており、当駅すぐ近くのところに架かる南桑橋（斜張橋となっている）にて対岸に渡ることができる。
- カジカガエル生息地 - 国指定天然記念物[9]（地域指定）
- 岩国市役所美川支所南桑出張所
- 岩国市立美川中学校（休校）
- 岩国市立美川小学校（休校）
- 南桑郵便局[10]
- 岩国警察署南桑警察官駐在所
- 河内神社
- 慈光寺
- 福成寺
- 東専寺
- 福田医院
- 美川薬局（保険薬局）
- サンフード

## バス路線
以下、全て岩国市生活交通バスによる運行《2017年12月時点》。いずれも運行本数は少なく、かつ年末年始（12月31日から翌年1月2日）には全便運休となる。
「上粕川」バス停〔前出の南桑橋を渡りきったところの左手すぐの場所に位置〕
美川地域内路線〔小郷橋 - 上柏川 - 渡里橋（- 根笠駅前 - 大正橋） - 本郷口 - 柳瀬橋 - 錦町駅 - 錦中学校前〕《水曜運休》
佐手・押ヶ谷・奴田原線（福田医院前 - 上柏川 - 根笠駅前 - 大正橋 - 上押ヶ谷）《祝日除く水・土曜日のみ運行（1往復）》
西谷・東谷・立木線（福田医院前 - 上柏川 - 渡里橋 - 本郷口 - 柳瀬橋 - 東谷 - 西谷）《祝日除く月・水曜日のみ運行（1往復）》
猪ノ木屋・藤ヶ谷・天竺線（福田医院前 - 上柏川 - 渡里橋 - 本郷口 - 猪ノ木屋）《祝日除く火・土曜日のみ運行（1往復）》
伊田川・滝山・見錆線（福田医院前 - 上柏川 - わかば台 - 迫田橋 - 郷ノ原 - 伊田川）《祝日除く火・金曜日のみ運行（1往復）》
市ヶ原線（福田医院前 - 上柏川 - 渡里橋 - 本郷口 - 市ヶ原 - 周防尾崎）《祝日除く月・木曜日のみ運行（1往復）》
小郷線（わかば台 - 上柏川 - 下椋野 - 小郷橋 - 美和苑前 - 鮎谷 - サンマート美和店）《2 - 4往復；日・祝日運休》

## 駅とその周辺の風景（ギャラリー）

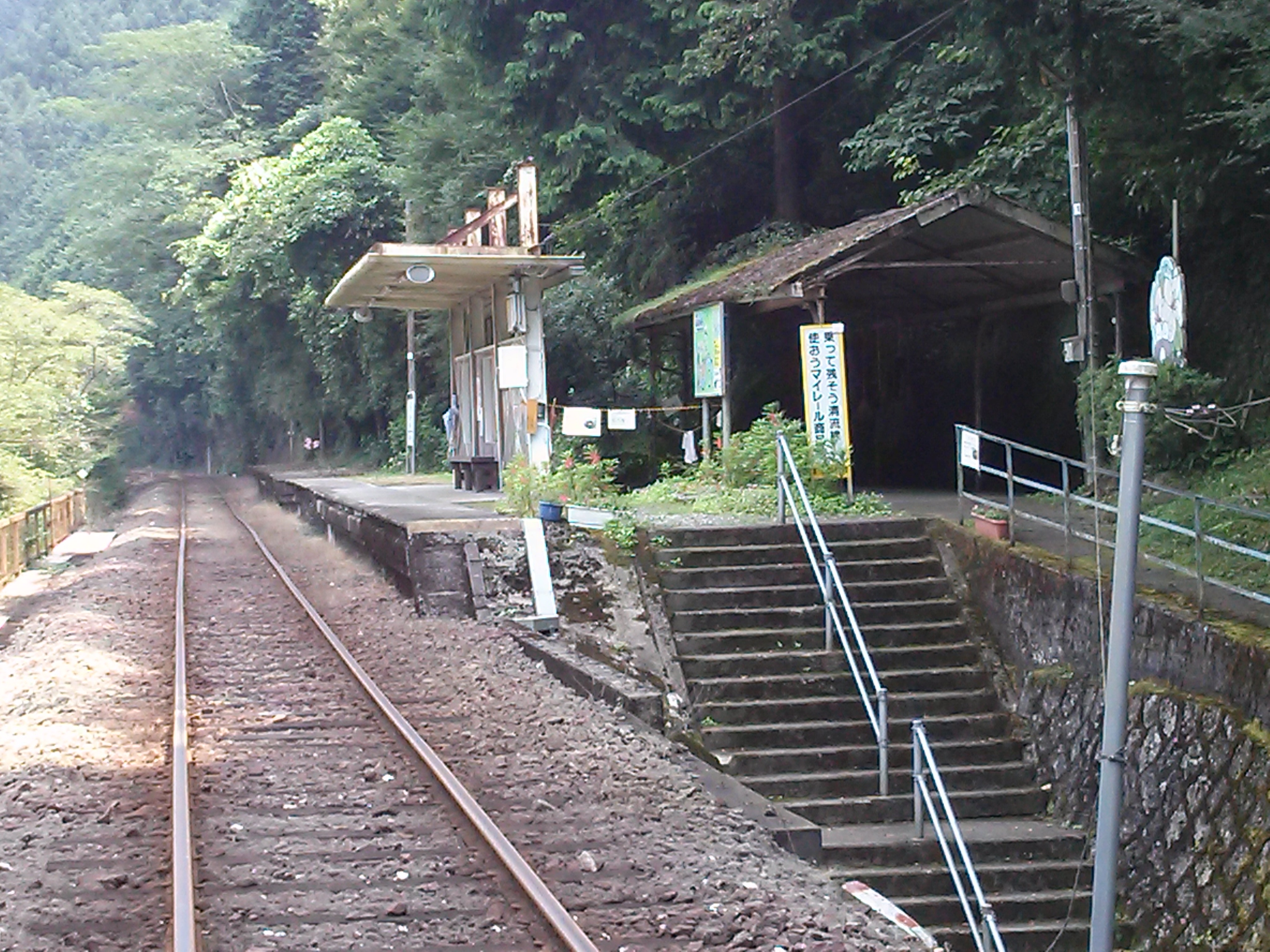
駅構内全景。岩国方向の眺望
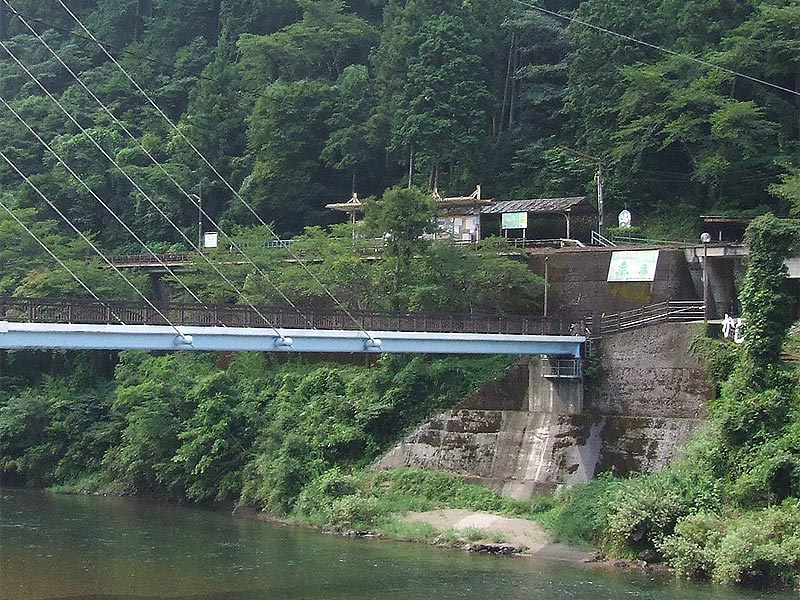
対岸から見た駅全景。手前に見える橋は南桑橋
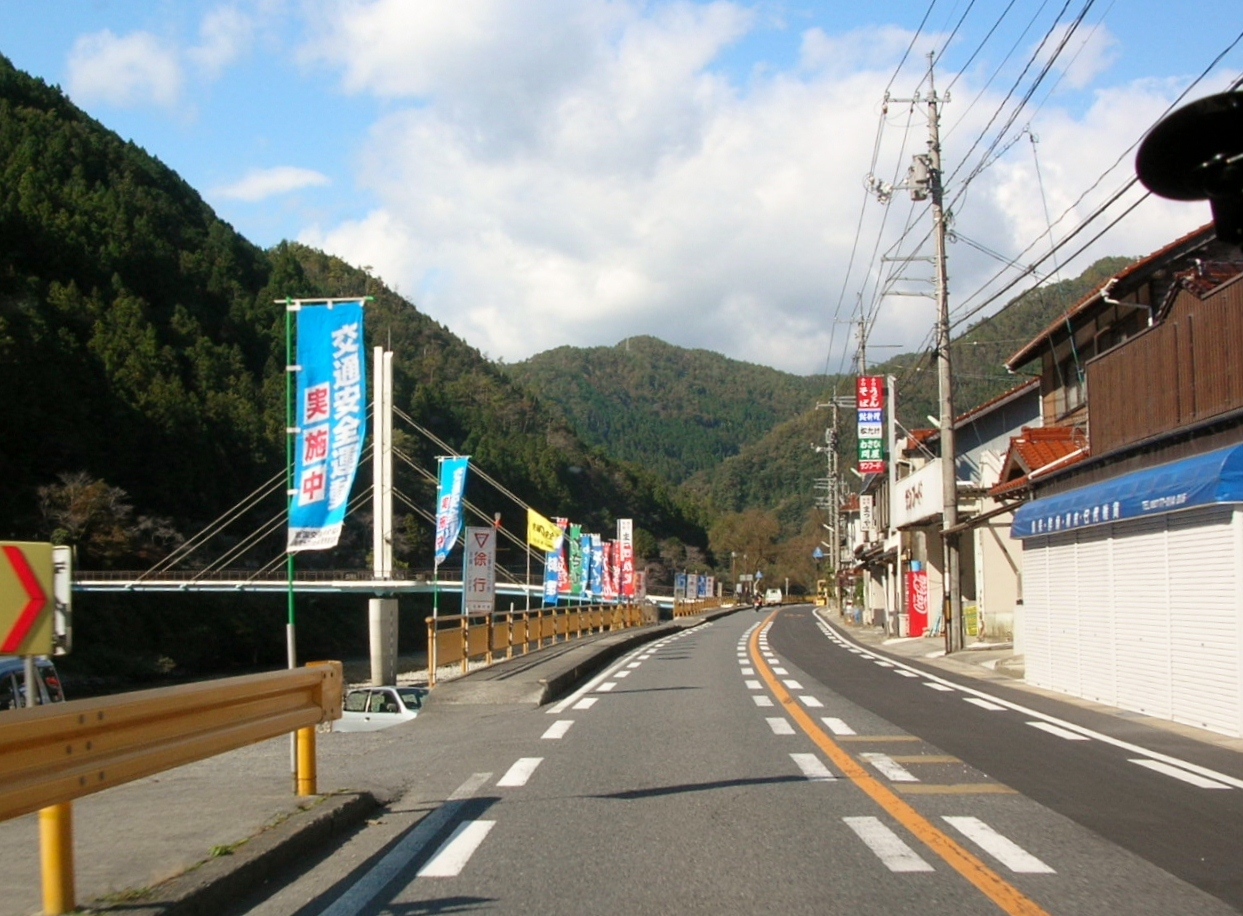
駅の対岸を走る国道187号

## 隣の駅
錦川鉄道
■錦川清流線
椋野駅 - 南桑駅 - （臨）清流みはらし駅 - 根笠駅